# بودرة مضغوطة

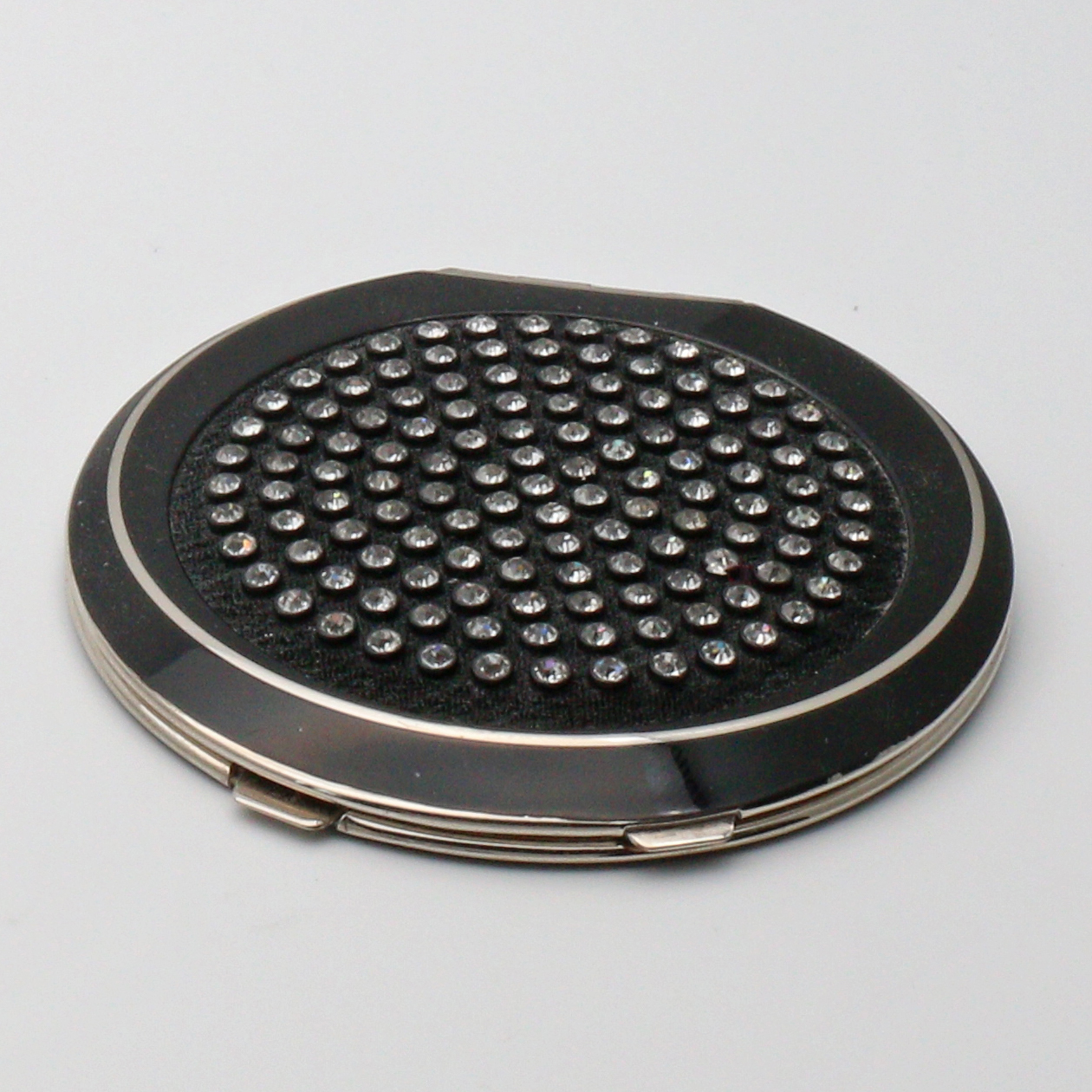
آرت ديكو روينتا المينا حجر الراين المدمجة

قُرْص التجميل أو المُدَمَّجة أو البودرة المضغوطة أو الذرور هي منتج تجميلي. عادًة ما تكون علبة معدنية مستديرة صغيرة وتحتوي على اثنين أو أكثر مما يلي: مرآة، بودرة وجه مضغوطة أو فضفاضة مع مصفاة الشاش ومسحوق.

## تاريخ
يعود تاريخ التعاقدات من أوائل القرن العشرين، وهو الوقت الذي لم يكتسب فيه المكياج قبولًا اجتماعيًا واسع النطاق وغالبًا ما تم إخفاء علب البودرة الأولى داخل الملحقات مثل عصي المشي أو المجوهرات أو المشابك.
من عام 1896، صنعت شركة وايت اند ديفيس الأمريكية المصنعة لحقائب اليد حجرات بغطاء في حقائبها حيث يمكن تخزين مسحوق أحمر الشفاه والأمشاط. في عام 1908، أعلن كتالوج سيرز عن علبة مطلية بالفضة مع مرآة وبودرة نفث (سعر 19 سنتًا) ووصفها بأنها صغيرة بما يكفي لتناسب حقيبة يد.

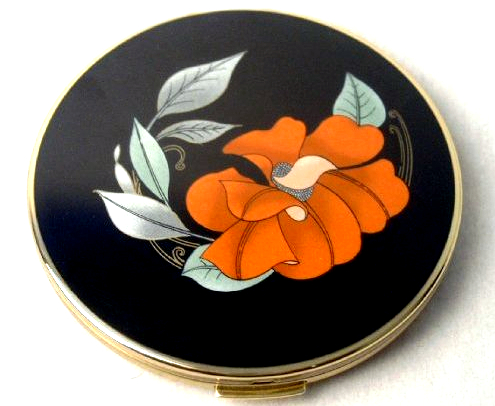
مدمج على طراز آرت ديكو ،في الستينات، من قبل ستراتون برمنغهام

في الولايات المتحدة، أنتج مصنعون مثل ايفانز وإلجين التعاقدات المعدنية مع سلاسل الأصابع أو سلاسل التانغو الطويلة. مصممة ليتم عرضها بدلاً من تركيبها في حقيبة يد، لقد تطلبوا المزيد من التصميمات المزخرفة والعديد من هذه الحقبة هي أمثلة على تصميم أنيق من فن الآرت ديكو.
عندما أصبح المكياج أكثر شيوعًا ونشطت النساء بشكل متزايد خارج المنزل، أصبحت التعاقدات أكثر شعبية. بدأت الشركة المصنعة البريطانية ستراتون في استيراد علب مساحيق منتهية جزئيًا من الولايات المتحدة للتجميع في مصنع برمنغهام. في عام 1923 وبحلول الثلاثينيات من القرن الماضي، تم إنشاؤها من الصفر وإنتاج نصف التعاقدات التي تستخدمها صناعة مستحضرات التجميل في المملكة المتحدة. طورت الشركة أغطية داخلية ذاتية الفتح في عام 1948، مصممة لحماية المسحوق ومنع تلف أظافر الأصابع، وبحلول الستينيات تم تصديرها إلى وكلاء في جميع أنحاء العالم.

## تصاميم واختلافات
تأثرت الاتفاقيات بشكل كبير بالأزياء السائدة على سبيل المثال، أدى اكتشاف مقبرة توت عنخ آمون عام 1922

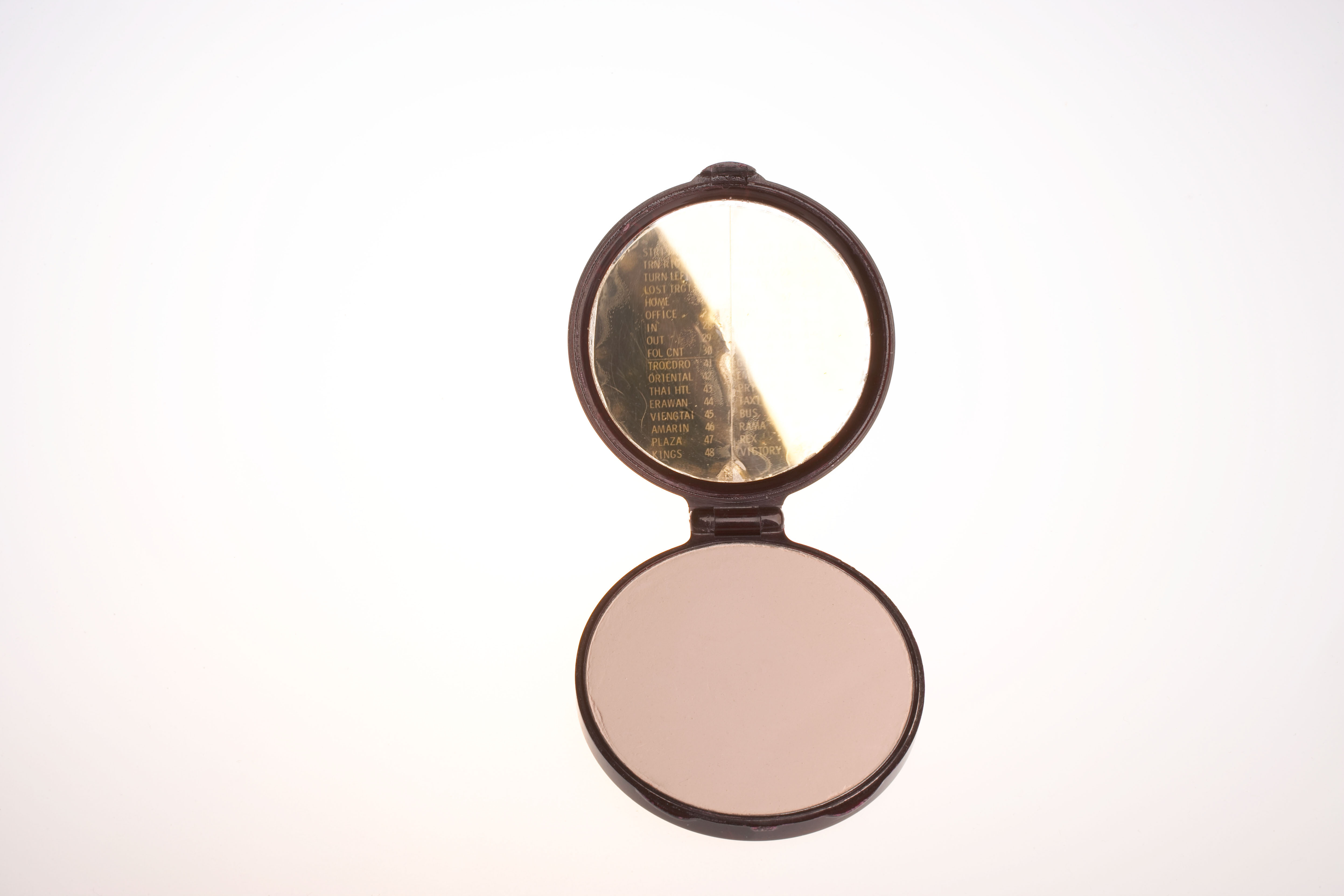
ميثاق معدّل يحتوي على ترميز على المرآة، مصمم للاستخدام من قبل عملاء وكالة المخابرات المركزية - تاريخ الإنتاج غير معروف المصدر: وكالة المخابرات المركزية

إلى إنتاج المسلات وأبو الهول والأهرامات المستوحاة من مصر، في حين أن الشعبية المتزايدة للسيارة تعني دمج التعاقدات في أقنعة، عجلات القيادة والتروس. بدأت كليف آند آربيلس، تيفاني أند كومباني وكارتييه في إنتاج مينوديير، وحقائب المساء المعدنية / حقائب الغرور المحمولة على حبل معدني أو حرير يحتوي على مساحة صغيرة مضغوطة لعدد قليل من العناصر الصغيرة الأخرى، وكان الكثير منها مطعماً بالجواهر.
بحلول الثلاثينيات، تم تحديث التعاقدات بانتظام لتتناسب مع اتجاهات الموضة لهذا الموسم، وقد تم تضمين الحيل مثل الساعات وحتى مساحات الزجاج الصغيرة في التصميمات. في وقت لاحق، أصبحت التعاقدات عناصر تذكارية شائعة، شملت كل من معارض شيكاغو ونيويورك العالمية في الثلاثينيات حالات بودرة الهدايا التذكارية، وخلال العطلات.

## نهاية
على الرغم من أن التعاقدات استمرت في الإنتاج على نطاق واسع حتى الستينيات، إلا أن شعبيتها تضاءلت حيث أنشأت صناعة مستحضرات التجميل حاويات بلاستيكية تم تصميمها ليتم التخلص منها بمجرد نفاد المسحوق. بدأ الإعلان عنها بشكل كبير من الخمسينيات. اقترحت ديردري كليمنتي بالكتابة في الأمريكية لأنها تغير اتجاهات المكياج. لا سيما للبشرة الطبيعية بدلاً من الباهتة والمسحوقة من أواخر الخمسينيات فصاعدًا، ساهم في انخفاض شعبية الاتفاق.